# Тяньмень
Тяньмень (кит. спр. 仙桃市, піньїнь: Xiāntáo Shì, раніше Цзінлін) — місто-повіт прямого підпорядкування у центральнокитайській провінції Хубей.

## Географія
Тяньмень розташовується у центрально-східній частині провінції.

### Клімат
Місто знаходиться у зоні, котра характеризується вологим субтропічним кліматом. Найтепліший місяць — липень із середньою температурою 28.7 °C (83.7 °F). Найхолодніший місяць — січень, із середньою температурою 4.2 °С (39.6 °F).
| Клімат Тяньменя         | Клімат Тяньменя | Клімат Тяньменя | Клімат Тяньменя | Клімат Тяньменя | Клімат Тяньменя | Клімат Тяньменя | Клімат Тяньменя | Клімат Тяньменя | Клімат Тяньменя | Клімат Тяньменя | Клімат Тяньменя | Клімат Тяньменя | Клімат Тяньменя |
| Показник                | Січ.            | Лют.            | Бер.            | Квіт.           | Трав.           | Черв.           | Лип.            | Серп.           | Вер.            | Жовт.           | Лист.           | Груд.           | Рік             |
| Середня температура, °C | 4,2             | 5,8             | 10,5            | 16,6            | 21,9            | 25,8            | 28,7            | 28,4            | 23,4            | 18              | 12              | 6,2             | 16,8            |
| Норма опадів, мм        | 30.6            | 46.5            | 82.1            | 122.3           | 147.7           | 172.7           | 154.3           | 115.5           | 81              | 79              | 53.3            | 26.6            | 1111.6          |
| Днів з опадами          | 10,6            | 11,2            | 14,1            | 15,3            | 14              | 12,3            | 11,1            | 10,4            | 11,2            | 12,3            | 11,8            | 10,3            | 144,6           |
| Вологість повітря, %    | 74              | 75              | 76.8            | 78.1            | 76.7            | 76.8            | 78              | 77.4            | 77.6            | 77.8            | 76.6            | 73.6            | 76.5            |
| ----------------------- | --------------- | --------------- | --------------- | --------------- | --------------- | --------------- | --------------- | --------------- | --------------- | --------------- | --------------- | --------------- | --------------- |
| Джерело: Weatherbase    |                 |                 |                 |                 |                 |                 |                 |                 |                 |                 |                 |                 |                 |